# NGC 474
NGC 474 ist eine Post-Merger-Galaxie und eine Shell-Galaxie am Südrand des Sternbildes Fische auf der Ekliptik, an der Grenze zum Walfisch. Gemeinsam mit NGC 470 bildet sie ein loses Galaxienpaar. Wahrscheinlich haben Wechselwirkungen zwischen diesen beiden Galaxien die ungewöhnlich komplexe Struktur von NGC 474 verursacht. Die Galaxie ist das zentrale Objekt der Galaxiengruppe Arp 227.
Halton Arp gliederte seinen Katalog ungewöhnlicher Galaxien nach rein morphologischen Kriterien in Gruppen. Diese Galaxie gehört zu der Klasse Galaxien mit konzentrischen Ringen.
Das Objekt wurde am 13. Dezember 1784 von dem deutsch-britischen Astronomen William Herschel entdeckt.

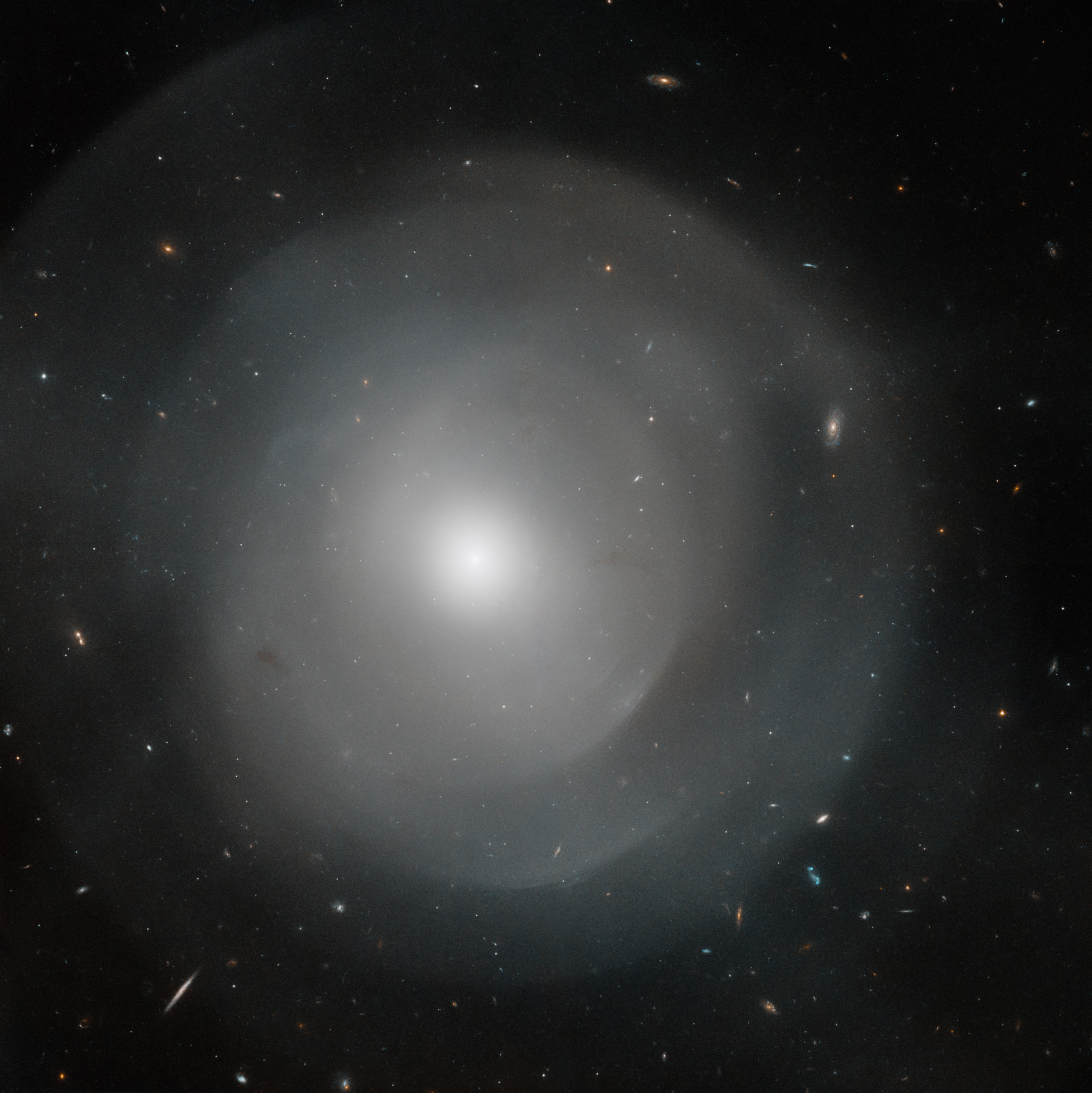
Hochaufgelöste Aufnahme des zentralen Bereichs, Hubble-Weltraumteleskop